# Xian de Luanping
Le xian de Luanping (滦平县 ; pinyin : Luánpíng Xiàn) est un district administratif de la province du Hebei en Chine. Il est placé sous la juridiction de la ville-préfecture de Chengde.

## Démographie
La population du district était de 463 601 habitants en 1999.